# Крылья над миром
Крылья над миром (англ. Wings over the World) — документальный музыкальный телевизионный фильм с участием Пола Маккартни, Линды Маккартни и группы Wings, выпущенный в 1979 году.

## О фильме
В фильме отражен концертный тур по странам мира Пола Маккартни и Wings в 1976 году, прошедший под названием «Wings Over the World Tour». Часть этого мирового тура — гастроли по городам США в мае-июне 1976 под названием Wings Over America — запечатлена в фильме Рок-шоу, вышедшем в 1980 году (в обоих фильмах использованы съемки с одних и тех же концертов, но звуковая дорожка для Рок-шоу была дополнительно доработана звукорежиссёрами в студии). Фильм был показан по телевидению в США телекомпанией CBS 16 марта 1979, в Великобритании телекомпанией BBC 8 апреля 1979.

## Список эпизодов фильма
1. «Jet» (на концерте)
2. Шотландия, 1971: Пол на своей ферме верхом на лошади среди овец.
3. «Bip Bop» (Пол играет, окруженный своими детьми)
4. «Lucille» (первая репетиция Wings)
5. Maybe I’m Amazed (на концерте)
6. «Live And Let Die» (репетиция + на концерте)
7. Автобус Wings на дороге в 1972.
8. Концерт в Глазго: Wings выходят на сцену, одетые в шотландские юбки-килты.
9. Пол в аэропорту по прилёте в Австралию.
10. У Пола и Линды берёт интервью Норман Ганстон (Norman Gunston); они получают награды («золотой диск») за рекордное количество продаж их альбомов в Австралии.
11. «Letting Go» (на концерте)
12. Wings в Сиднее: Пол и дети играют и барабанят.
13. «Scrambled Eggs» (репетиция, отрывок)
14. «Yesterday» (на концерте)
15. Тур Wings: грузовики на дороге; инструктаж персонала службы безопасности перед концертом в Сиднее; саундчек…
16. «Magneto And Titanium Man» (на концерте)
17. «Silly Love Songs» (на концерте)
18. Путешествие Wings на самолёте. Прибытие в аэропорт (Нью-Йорк? Цинциннати?). Денни Лэйн и Пол играют с детьми.
19. «Go Now» (на концерте)
20. Лимузины Wings приезжают к залу Cow Palace, Сан-Франциско, 13 июня 1976.
21. «Beware My Love» (на концерте)
22. Пол, Линда и остальные участники Wings катаются на лошадях.
23. «Let’em In» (на концерте)
24. «Band On The Run» (на концерте)
25. Пол смотрит по телевизору запись своего интервью. Сиэтл: поклонники ночуют возле у концертного зала Kingdome.
26. «Venus And Mars» (на концерте)
27. «Rock Show» (на концерте)
28. Денни Лэйн на сцене поздравляет Пола с днём рождения, поёт «Happy Birthday». После концерта мексиканский оркестр играет для Пола.
29. Лос-Анджелес: Элтон Джон, Шер и другие артисты присутствуют на концерте. Ринго Старр встречается за кулисами с Полом.
30. «Hi Hi Hi» (на концерте)
31. «Soily» (на концерте)